# Stenopola dorsalis
Stenopola dorsalis är en insektsart som först beskrevs av Carl Peter Thunberg 1827.  Stenopola dorsalis ingår i släktet Stenopola och familjen gräshoppor. Inga underarter finns listade i Catalogue of Life.